# Snežana
Snežana je  žensko osebno ime.

## Izvor imena
Ime Snežana z različico Snežna je nastalo po sv. Marji Snežni oziroma po starejši obliki Snežnica Marija. Latinsko »ad Nives« se imenuje cerkev Santa Maria Maggiore v Rimu, kjer je v času papeža Liberija na griču Eskvilinu, kjer zdaj stoji cerkev, 5. avgusta zapadel sneg.

## Različice imena
- moške različice imena: Snežan, Snježko, Snježan
- ženske različice imena: Sneža, Snežka,  Snežanka, Snežica, Sniježana, Snježana, Snežna

## Pogostost imena
Po podatkih Statističnega urada Republike Slovenije je bilo na dan 31. decembra 2007 v Sloveniji število ženskih oseb z imenom Snežana: 849. Med vsemi ženskimi imeni pa je ime Snežana po pogostosti uporabe uvrščeno na 198. mesto.

## Osebni praznik
V koledarju je ime Snežana uvrščeno k Mariji Snežni; god praznuje 5. avgusta.